# 克利永 (滨海夏朗德省)
克利永（法語：Clion，法語發音：[klijɔ̃] ⓘ）是法国滨海夏朗德省的一个市镇，位于该省东南部，属于容扎克区。

## 地理
克利永（45°28'46"N, 0°30'4"W）面积15.84 平方千米，位于法国新阿基坦大区滨海夏朗德省，该省份为法国西部滨海省份，北起旺代省，西临大西洋，南至吉倫特省，东南接多爾多涅省，东北接德塞夫勒省接壤，东临夏朗德省。
与克利永接壤的市镇（或旧市镇、城区）包括：吉蒂尼耶尔、吕萨克、莫纳克、圣热尼德桑通日、圣乔治-昂蒂尼亚克、圣日耳曼-德吕西尼昂、圣伊莱尔迪布瓦、圣西吉斯蒙-德克莱蒙。

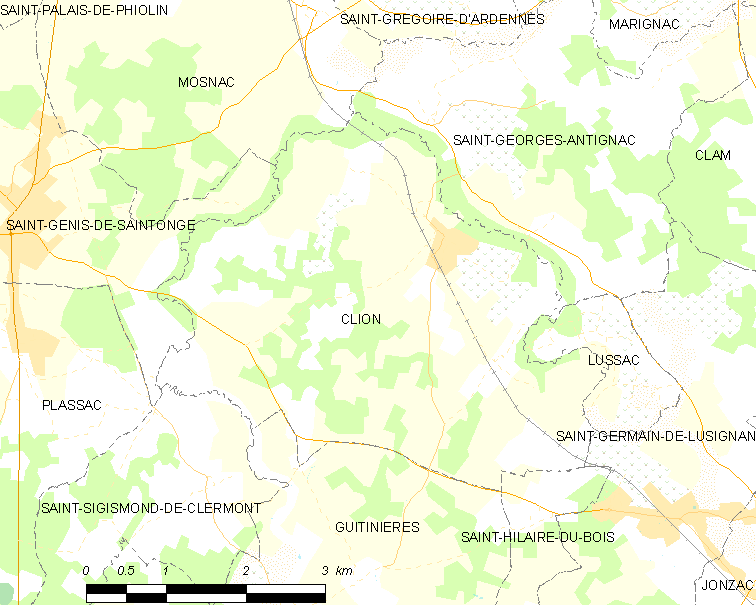
的OSM定位图

克利永的时区为UTC+01:00、UTC+02:00（夏令时）。

## 行政
克利永的邮政编码为17240，INSEE市镇编码为17111。

## 政治
克利永所属的省级选区为容扎克县。

## 人口

1962-2008年间人口变化图示

克利永于2022年1月1日时的人口数量为847人。